# Michelbach-le-Haut
Michelbach-le-Haut település Franciaországban, Haut-Rhin megyében. Lakosainak száma 621 fő (2022. január 1.). Michelbach-le-Haut Ranspach-le-Haut, Ranspach-le-Bas, Attenschwiller, Wentzwiller, Folgensbourg, Muespach-le-Haut és Knœringue községekkel határos.

## Népesség
A település népességének változása:
| Lakosok száma | 611  | 621  | 620  | 597  | 598  | 597  | 590  | 605  | 621  |
|               | 2013 | 2015 | 2016 | 2017 | 2018 | 2019 | 2020 | 2021 | 2022 |